# Circonscription de Durack
Pour les articles homonymes, voir Durack.
La circonscription de Durack est une nouvelle circonscription électorale fédérale australienne en Australie-Occidentale. Elle a été créée pour remplacer la circonscription de Kalgoorlie supprimée  agrandie d'une partie de la circonscription d'O'Connor.
Couvrant 1 587 758 km2, elle couvre toute la moitié nord-ouest de l'Australie-Occidentale, avec le nord et le centre de la Wheatbelt, le Mid West, la Gascoyne, le Pilbara et le Kimberley. Elle comprend le cité de Geraldton et les localités de Broome, Carnarvon, Derby, Dongara, Exmouth, Kalbarri, Karratha, Kununurra, Meekatharra, Merredin, Moora, Mukinbudin, Newman, Port Hedland et Tom Price.

## Représentants
| Nom           | Parti   | Période de mandat |
| ------------- | ------- | ----------------- |
| Barry Haase   | Libéral | 2010–2013         |
| Melissa Price | Libéral | 2013–en cours     |

## Résultats des élections
| Parti                            | Parti                        | Candidat                     | Voix   | %     | ±      |
| -------------------------------- | ---------------------------- | ---------------------------- | ------ | ----- | ------ |
|                                  | Libéral                      | Melissa Price                | 30 736 | 34,33 | −10,24 |
|                                  | Travailliste                 | Jeremiah Riley               | 26 093 | 29,15 | +6,45  |
|                                  | National                     | Ian Blayney                  | 9 160  | 10,23 | +2,50  |
|                                  | Verts                        | Bianca McNeair               | 8 457  | 9,45  | +1,42  |
|                                  | Une nation                   | Brenton Johannsen            | 6 174  | 6,90  | −2,73  |
|                                  | Grand australien             | Adrian Mcrae                 | 2 738  | 3,06  | +3,06  |
|                                  | Australie-Occidentale        | Anthony Fels                 | 2 483  | 2,77  | −0,52  |
|                                  | UAP                          | Andrew Middleton             | 2 229  | 2,49  | −0,23  |
|                                  | Fédération                   | Craig Shore                  | 1 453  | 1,62  | +1,62  |
| Total des suffrages exprimés     | Total des suffrages exprimés | Total des suffrages exprimés | 89 523 | 93,50 | −1,12  |
| Votes nuls                       | Votes nuls                   | Votes nuls                   | 6 219  | 6,50  | +1,12  |
| Participation                    | Participation                | Participation                | 95 742 | 80,86 | −4,49  |
| Résultat de préférence bipartite |                              |                              |        |       |        |
|                                  | Libéral                      | Melissa Price                | 48 583 | 54,27 | −9,22  |
|                                  | Travailliste                 | Jeremiah Riley               | 40,940 | 45,73 | +9,22  |
|                                  | Libéral retenir              | Libéral retenir              | Swing  | −9,22 |        |